# Tipula sordidipes
Tipula sordidipes är en tvåvingeart som beskrevs av Alexander 1961. Tipula sordidipes ingår i släktet Tipula och familjen storharkrankar. Inga underarter finns listade i Catalogue of Life.